# Saxifrage faux géranium
Saxifraga geranioides
Espèce
Classification phylogénétique
La Saxifrage faux géranium (Saxifraga geranioides) est une espèce de plante herbacée vivace, endémique pyrénéenne, de la famille des Saxifragacées.

## Description
Plante haute de 10 à 20 cm (parfois plus) formant des touffes, aux feuilles très visqueuses, à long pétiole, au limbe découpé en 3 à 7 lobes, à odeur de citron. Les fleurs blanches sont groupées en inflorescence (panicule) terminale dense au sommet des tiges. Floraison de juin à aout.

## Habitat
Rochers, éboulis humides des landes ou des bois, sur sols siliceux. Altitude : 1 200 à 2 900 m.

## Distribution
Endémique des Pyrénées centrales et orientales.